# Helmut Knochen

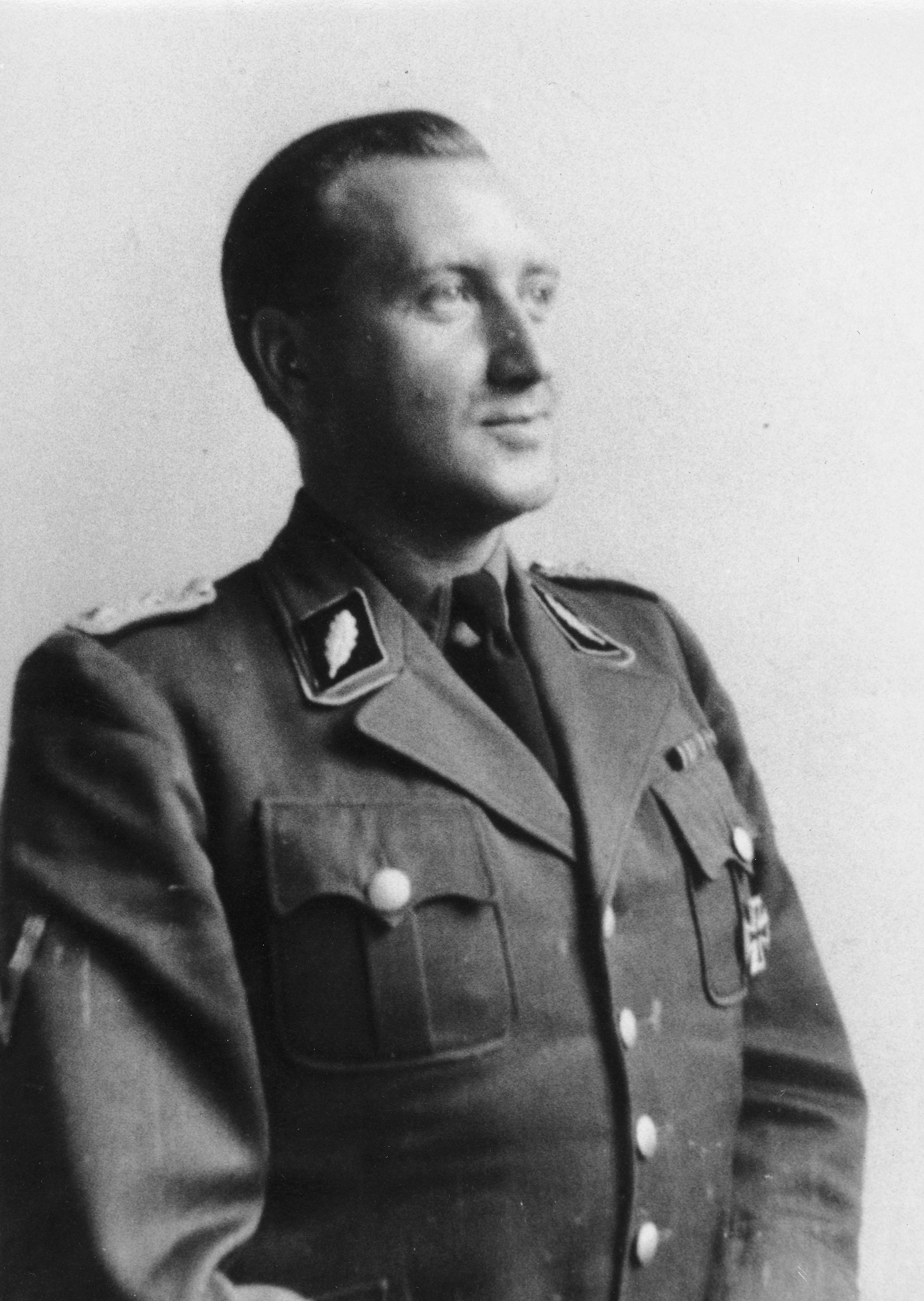
Kurt Alber: Helmut Knochen (1942)

Helmut Knochen (* 14. März 1910 in Magdeburg; † 4. April 2003 in Offenbach am Main) war ein deutscher SS-Führer, der bis zum SS-Standartenführer aufstieg. Knochen war in Paris der Befehlshaber der Sicherheitspolizei (BdS) für das besetzte Frankreich.

## Leben
Knochen studierte Deutsch, Englisch und Sport an den Universitäten Leipzig, Halle und Göttingen, wo er 1935 promoviert wurde. Noch vor der „Machtergreifung“ trat er zum 1. Januar 1933 der NSDAP (Mitgliedsnummer 1.430.331) sowie 1932 der SA bei und wurde im selben Jahr in Göttingen Amtsleiter des NS-Studentenbundes. Am 1. September 1936 ging Knochen auf Vermittlung von Franz Six zum SD-Oberabschnitt West in Düsseldorf und trat der SS (Mitgliedsnummer 280.350) bei. 1937 ging er als Referent zum SD-Hauptamt nach Berlin. Anerkennung erhielt er dort für sein Mitwirken im Venlo-Zwischenfall. 1940 wurde Knochen mit Herbert Hagen nach Frankreich abgeordnet, wo er 1942 zum SS-Standartenführer befördert wurde.
Ab Juni 1940 war Knochen Beauftragter des Chefs der Sicherheitspolizei und des SD in Paris, wo er mit einigen Mitarbeitern gegen Juden und Kommunisten vorging. Bereits Anfang 1941 kehrte er nach Berlin zurück und übernahm im Reichssicherheitshauptamt in der Amtsgruppe VI (Auslandsnachrichtendienst) die Leitung des Bereiches Erkundung weltanschaulicher Gegner im Ausland (IV E). Ein Jahr später wurde er zum Befehlshaber der Sicherheitspolizei und des SD in Frankreich befördert und bekleidete diesen Posten bis zum September 1944. Zusammen mit seinem Vorgesetzten, dem Höheren SS- und Polizeiführer Carl Oberg, und seinem Stellvertreter, KdS (Kommandeur der Sicherheitspolizei) Kurt Lischka, setzte er in Paris die Deportationen französischer und ausländischer Juden in deutsche Vernichtungslager durch. Die von ihm geführte Einsatzgruppe 42 (Frankreich) wurde hauptsächlich zur Partisanenbekämpfung und zu Sonderaufträgen beim Aufspüren von Widerstandsgruppen der Résistance eingesetzt. Einer seiner Assistenten war hier SS-Scharführer Erich Heinrichsohn. Nach der Befreiung Frankreichs durch die Alliierten gehörte Knochen zur Leibstandarte SS Adolf Hitler.
Sein Gestapo-Kollege Heinz Röthke verfasste am 12. Februar 1943, zwischen zwei Deportationszügen, die vom Sammellager Drancy nach Auschwitz fuhren, den Convois Nr. 47 (11. Febr.) und Nr. 48 (13. Febr.), ein Telegramm, dessen Empfang als Kopie Knochen und Carl Oberg beide mit ihrer Paraphe bestätigten. Unter dem Titel Die Endlösung der Judenfrage in Frankreich, Register-Nr. XXVI-71, schreibt Röthke an Heinrich Müller: Um zu verhindern, dass französische Juden deportiert werden, hat die französische Polizei am 11. Februar 1300 nicht-französische Juden festgenommen und von sich aus an uns ausgeliefert. Die werden deportiert werden, genauso wie die französischen Juden. Der Schlusssatz verdeutlicht, dass die Gestapo/SS trotz gegenteiliger Versuche der Vichy-Behörden, die auch in Paris die Polizei dirigierten, plante, ausnahmslos alle Juden in Vernichtungslager zu schicken, was mit Ausnahme von Untergetauchten auch geschah.

## Nach Kriegsende
Im Juni 1946 wurde er durch ein britisches Militärgericht in Wuppertal wegen Mordes an gefangenen britischen Piloten in den Vogesen im Rahmen der Fliegerprozesse zum Tode verurteilt. Das Urteil wurde jedoch nicht vollstreckt, stattdessen erfolgte am 1. Juli 1947 die Auslieferung an Frankreich. Dort wurde er am 10. Oktober 1954 durch ein französisches Militärtribunal in Paris ebenfalls zum Tode verurteilt. 1958 wurde das Urteil in eine lebenslange Haftstrafe umgewandelt, im Dezember 1962 erfolgte die Freilassung aus französischer Haft. Besonders der Präsident der pfälzischen Landeskirche Hans Stempel hatte sich für die inhaftierten Kriegsverbrecher eingesetzt, die in der deutschen Öffentlichkeit als „Kriegsgefangene“ bezeichnet wurden. Gegen Knochen wurde in der Folge kein Prozess mehr durchgeführt.
Zurück in Deutschland wohnte Knochen zunächst in Baden-Baden, später in Hahnenklee bei Clausthal-Zellerfeld. Aus seiner ersten Ehe ging ein Sohn hervor. Ab 1963 lebte er in Offenbach am Main. Helmut Knochen war als Versicherungsvertreter tätig und heiratete 1982 ein zweites Mal. Knochen wurde Mitglied der Stillen Hilfe, einer Organisation, die sich hauptsächlich für inhaftierte NS-Täter einsetzte. Wegen Meineids wurde er 1968 angeklagt, weil er vor dem Landgericht Offenburg als Zeuge ausgesagt hatte, dass er von dem Judenmord nichts gewusst habe. Knochen ging danach anders vor und schob Amnesie vor, da er das „schmerzhafte Geschehen verdrängt hätte“. Im Prozess gegen Modest Graf von Korff, KdS von Chalons-sur-Marne, wurde er 1987 schließlich zu einem „unerreichbaren Beweismittel“, als er zwar vier Stunden täglich Golf spielen, aber aus gesundheitlichen Gründen als Zeuge nicht vorgeladen werden konnte. Auch hier ging es um die Frage, ob die Kommandeure der Sicherheitspolizei gewusst hatten, dass die Deportierten in Auschwitz-Birkenau vergast wurden. Auch Ministerialrat Korff wurde mangels Beweisen freigesprochen.

## Ehe und Familie
Bis 1943 war Knochen mit Erika... verheiratet. Nach ihrer Scheidung heiratete seine frühere Frau 1943 den SS-Führer Herbert Packebusch. Sie starb im Januar 1944 in Warschau durch Suizid.